# Winnica (powiat Pułtuski)
Winnica is een dorp in het Poolse woiwodschap mazowieckie, in het district Pułtuski. De plaats maakt deel uit van de gemeente Winnica en telt ca. 560 inwoners.